# Tarimas
Tarimas är en ort i Mexiko.   Den ligger i kommunen Balancán och delstaten Tabasco, i den sydöstra delen av landet, 800 km öster om huvudstaden Mexico City. Tarimas ligger 41 meter över havet och antalet invånare är 427.
Terrängen runt Tarimas är platt, och sluttar norrut. Runt Tarimas är det glesbefolkat, med 20 invånare per kvadratkilometer. Närmaste större samhälle är El Triunfo, 16,8 km öster om Tarimas. Omgivningarna runt Tarimas är en mosaik av jordbruksmark och naturlig växtlighet.